# John Rotella
John „Johnny“ Rotella (* ca. 1921 in Jersey City; † 11. September 2014) war ein US-amerikanischer Jazz- und Studiomusiker (Holzblasinstrumente) und Songwriter.

## Leben und Wirken
Rotella wuchs in North Bergen, New Jersey auf, wo er als Jugendlicher seine Musikerkarriere begann, bevor er seinen Militärdienst im Zweiten Weltkrieg als Musiker in der 389th ASF Band ableistete. Er schrieb über 200 Songs, darunter A Lonesome Heart, How Can I Begin To Tell, Just Close Your Eyes, Nothing But the Best, Time to Say Goodnight und Thanks for Nothing (at All). Er arbeitete u. a. mit Neil Diamond, Frank Zappa (Freak Out!, 1966, Lumpy Gravy, 1967 und The Grand Wazoo, 1973) und Steely Dan. Seine Songs wurden u. a. von Frank Sinatra, Dean Martin, Doris Day, Rosemary Clooney und Tony Bennett aufgenommen. Er war auch Mitglied der Bigbands von Tommy Dorsey und Benny Goodman. Im Bereich des Jazz war er bei 69 Aufnahmesessions beteiligt, außer den Genannten bei Mildred Bailey, June Christy, Jerry Gray, Georgie Auld, Tex Beneke, Stan Kenton, Mel Lewis, Frank Capp, Bob Florence und Si Zentner.